# Dürnkrut
Dürnkrut est une commune (Marktgemeinde) autrichienne du district de Gänserndorf en Basse-Autriche. Elle est surtout connue comme ayant été le lieu de la bataille de Marchfeld en 1278, dans les plaines de la Morava (March), qui permit à la maison de Habsbourg de s'assurer la possession des territoires héréditaires de l'Autriche.

## Géographie
Le territoire communal se trouve dans la région du Weinviertel, la partie nord-est de la Basse-Autriche. La ville est située sur la rive ouest de la Morava (March) qui délimite la frontière avec la Slovaquie. Les vastes zones alluviales de la rivière sont protégées en tant qu'une partie du réseau Natura 2000.

## Histoire

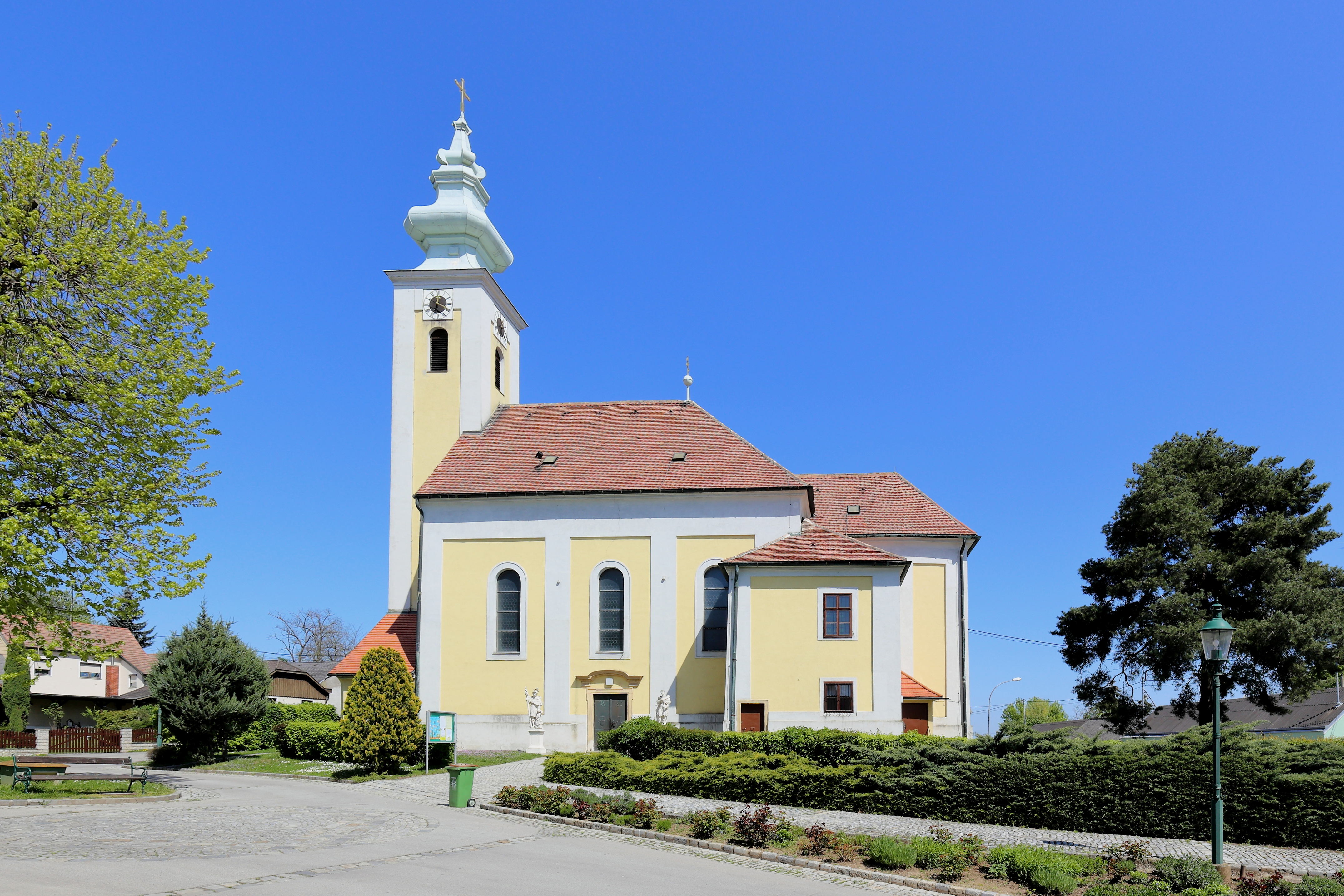
L'église paroissiale.

Une forteresse à Dürnkrut fut construit vers l'an 1045 afin de contrôler la frontière orientale du margraviat d'Autriche avec le royaume de Hongrie. Sur un parchemin remontant à l'an 1160 on apprend que la structure appartenait aux biens des évêques de Freising. Le 26 août 1278, la bataille de Marchfeld, également appelée la bataille de Dürnkrut et Jedenspeigen, opposa le roi de Ottokar II de Bohême à Rodolphe de Habsbourg, élu roi des Romains en 1273 après le Grand Interrègne. La victoire de Rodolphe assura définitivement la fin du régime d'Ottokar et la mainmise des Habsbourg sur les territoires héréditaires d'Autriche, de Styrie, de Carinthie et de Carniole.
Possession des seigneurs d'Orth au XIVe siècle, le château de Dürnkrut a été remanié à l'époque baroque. En 1778, il fut acquis par le comte Ferenc József Koháry, père d'Antoinette de Koháry qui s'est mariée en 1815, avec le prince Ferdinand de Saxe-Cobourg et Gotha. Depuis 1985, le bâtiment est la propriété de la famille commune[pas clair].